# Pokolj u Gudovcu
Pokolj u Gudovcu bio je ubojstvo iz osvete otprilike 190 Srba od ustaša u Gudovcu kraj Bjelovara, 28. travnja 1941., tijekom Drugog svjetskog rata.
Pokolj je prvi čin masovnog ubojstva koje su izvšile ustaše nakon dolaska na vlast te se odigrao nedugo nakon okupacije Jugoslavije od nacističke Njemačke i uspostave Nezavisne Države Hrvatske (NDH).

## Tijek događaja

### Bjelovarski ustanak
Hrvati u kraljevskoj jugoslavenskoj vojsci nakon izbijanja Drugoga svjetskoga rata masovno počinju otkazivati poslušnost. Dana 8. travnja 1941., otvoreno su se pobunili 108. pješadijski puk u Velikom Grđevcu i 40. dopunski puk u Severinu, koji su bili u sastavu Slavonske divizije jugoslavenske vojske sa sjedištem u Bjelovaru. Uz pomoć Hrvatske seljačke zaštite zauzimaju žandarmerijsku postaju u Garešnici i stižu u Bjelovar te pružaju podršku gradonačelniku dr. Juliju Makancu. U sukobu žandara i vojske, poginula su dva hrvatska pobunjenika, a tri su ranjena. Nakon toga gradska se vlast pridružuje pobuni, te je srušena jugoslavenska kraljevska vlast.
Sljedećih dana žandari i jugoslavenski oficiri su ubili 28 hrvatskih civila u predgrađu Bjelovara, u pokolju u selu Donji Mosti.

### Ubojstva u Gudovcu
Ustaše su pokolj iskoristile kao povod za ubojstva nad srpskim civilima te su okupili veliki broj Srba iz Gudovca i sela Velikog i Malog Korenova, Prgomelja, Tuka, Breze, Stančića, Klokočevca i Bolča. Većina je uhićena pod izlikom da su pobunjeni Srbi vjerni Kraljevini Jugoslaviji. Odvedeni su do obližnjeg polja te su tamo strijeljani od 70-ak ustaških vojnika. Petero zarobljenika je uspjelo preživjeti pucanje te se puzanjem sklonilo na sigurno.
Ustaše su prisilile Gudovčane da iskopaju masovnu grobnicu, unutra ubace mrtva tijela te ih poliju živim vapnom kako bi brže istrunuli. Idućeg dana, obitelji su obavijestile Njemačku vojsku o tome što se odigralo. Nijemci su naredili djelomičnu ekshumaciju masovne grobnice te je 40 počinitelja uhićeno. Mladen Lorković, visoki ustaški dužnosnik, iskoristio je svoj utjecaj da oslobodi zatvorenike te obećao njemačkom veleposlaniku Kascheu da će pokrenuti vlastitu temeljitu istragu. Nikakva istraga nije provedena.

### Događaji nakon završetka Drugog svjetskog rata
Kipar Vojin Bakić iz Bjelovara podignuo je spomen-ploču i mauzolej na mjestu pokolja 1955. Tijekom Domovinskoga rata 1991., spomenik i mauzolej su uništeni, kako se dogodilo i s nekim drugim Bakićevim djelima vezanima za Drugi svjetski rat i partizane. Godine 2002. godine mještani su potpisali peticiju da se ponovno podigne spomenik Bjelovarac u Bjelovaru. Obnovljeni spomenik vraćen je 2010. godine.
Marko Attila Hoare smatra da je u Gudovcu stradalo 184 osoba. Novinar Tim Judah govori o 187 žrtava. Povjesničari Ivo Goldstein i Mark Biondich spominju 196 smrti.
Prema zapisniku Okružne komisije za utvrđivanje ratnih zločina okupatora i njihovih pomagača od 4. lipnja 1945. godine o saslušanju dr. Franje Rajskog, koji je kao liječnik od strane njemačkih vojnih vlasti i vlasti NDH bio 1941. godine zadužen za ekshumaciju žrtava pokolja, proizlazi da je u jami s pobijenima u Gudovcu bilo pronađeno 1941. godine 177 leševa žrtava pokolja.
Svake se godine u Gudovcu održava komemorativni skup 28. travnja u sjećanje na žrtve.